# Sora, Medvode
Sora este o localitate din comuna Medvode, Slovenia, cu o populație de 344 de locuitori.